# Aleksejs Saramotins
Aleksejs Saramotins   (Riga, 8 d'abril de 1982) és un ciclista letó, ja retirat, que fou professional del 2004 al 2019. Durant la seva carrera esportiva va córrer, entre d'altres als equips HTC-Columbia, Cofidis, IAM Cycling i BORA-Hansgrohe. Va prendre part en dues edicions dels Jocs Olímpics d'Estiu, el 2012 i 2016.
En el seu palmarès destaquen la Druivenkoers Overijse i l'Sparkassen Münsterland GIRO de 2009, així com set campionats nacionals de ciclisme en ruta (2005, 2006, 2007, 2010, 2012, 2013, 2015) i un Campió de Letònia en contrarellotge (2017).

## Palmarès
- 2005
  -  Campió de Letònia en ruta
- 2006
  -  Campió de Letònia en ruta
- 2007
  -  Campió de Letònia en ruta
  - Vencedor d'una etapa de la Volta a Croàcia
- 2008
  - 1r al Gran Premi SEB Tartu
  - 1r a la Scandinavian Open Road Race
  - 1r al Lombardia Tour
  - Vencedor d'una etapa del Circuit de les Ardenes
  - Vencedor d'una etapa de la Volta a Eslovàquia
- 2009
  - 1r al Gran Premi de Lillers
  - 1r a la Druivenkoers Overijse
  - 1r a la Sparkassen Münsterland GIRO
  - Vencedor d'una etapa de la Ronda de l'Oise
- 2010
  -  Campió de Letònia en ruta
  - 1r al Gran Premi d'Isbergues
- 2012
  -  Campió de Letònia en ruta
- 2013
  -  Campió de Letònia en ruta
  - 1r al Tour del Doubs
- 2014
  - Vencedor d'una etapa a la Volta a Burgos
- 2015
  -  Campió de Letònia en ruta
- 2017
  -  Campió de Letònia en contrarellotge

### Resultats a la Volta a Espanya
- 2011. 166è de la classificació general
- 2014. Abandona (7a etapa)

### Resultats al Giro d'Itàlia
- 2015. 161è de la classificació general